# Gymnopilus parvisporus
Gymnopilus parvisporus là một loài nấm thuộc họ Cortinariaceae.